# Shamiana

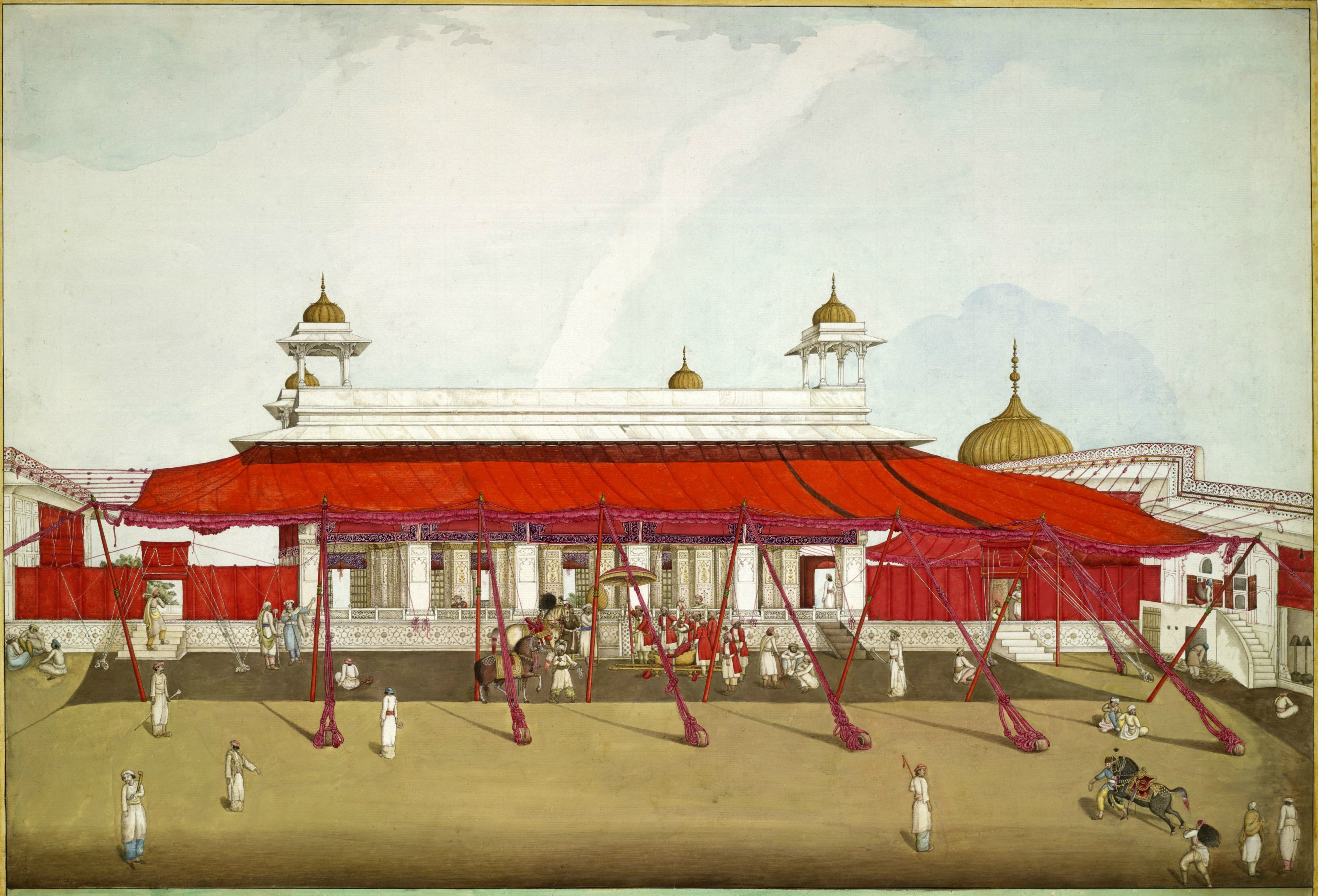

Shamiana (de urdú shāmiyāna) es una gran tienda ceremonial, utilizada principalmente en la India para las celebraciones de bodas, fiestas y actos oficiales al aire libre. Para facilitar su transporte, sus paredes de percal son totalmente extraíbles.

## Historia
La historia de shamiana remonta al Imperio Mogol, un poderoso estado turco islámico del subcontinente indio cuyos emperadores utilizaban estas tiendas para sus ceremonias. La jerarquía de su uso dependía del color de cada una de ellas, siendo el rojo reservado para los actos oficiales de los gobernantes.

## Actualidad
El diseño actual de las shamianas consiste en una marquesina multicolor, de rayas y realizada en lona impermeable. La construcción suele estar sujetada por palos de madera. 